# Germanit
Germanit är ett sällsynt svavelhaltigt koppar-järn-germanium-mineral, Cu26Ge4Fe4S32. Det upptäcktes första gången 1922 och uppkallades efter sitt innehåll av germanium.

## Egenskaper
Mineralet är sprött med rödaktig färg och innehåller som föroreningar gallium, zink, molybden, arsenik och vanadin.

## Förekomst
Typlokalen är Tsumeb-gruvan i Namibia, där det förekommer i en hydrotermal polymetallisk malm som inslag i dolomit tillsammans med rinierit, pyrit, tennantit, enargit, blyglans, zinkblände, digenit, bornit och kopparkis.
Mineralet har även rapporterats från Argentina, Armenien, Bulgarien, Kuba, Kongo-Kinshasa, Finland, Frankrike, Grekland, Japan, Kongo Brazzaville, Ryssland och USA.

## Användning
Germanit har sin främsta användning som malm för utvinning av germanium, som är ett viktigt halvledarmaterial.